# Hilda López
Hilda López   (Montevideo, 22 de setembre de 1922 - Montevideo, 2 de juny de 1996) va ser una artista uruguaiana destacada per la seva producció pictòrica i pel seu compromís amb la cultura i l'expressió artística del seu país.

## Biografia
Hilda López va néixer a Montevideo (Uruguai) el 1922, i aquest mateix any la seva família es va instal·lar a Mataojo, Departament de Lavalleja, per atendre els negocis del seu pare en aquesta localitat.
El 1941 va ingressar a l'Escola d'Arts Plàstiques de la Universitat del Treball a Montevideo, on va rebre lliçons de pintura amb Manuel Rosé i de gravat amb Guillermo Rodríguez. El 1952 va ingressar al taller de Vicente Martín i el 1958 va començar a treballar amb Lino Dinetto, refermant la seva formació artística.
El 1946 es va casar amb Alberto Angenscheidt, amb qui va tenir dos fills, Eduardo i Virgínia.
El 1960 va realitzar la seva primera exposició individual a la Galeria Zaffaroni. A partir d'aquest moment va participar en nombroses exposicions i va rebre premis oficials per les seves obres que van passar a integrar col·leccions públiques del país.

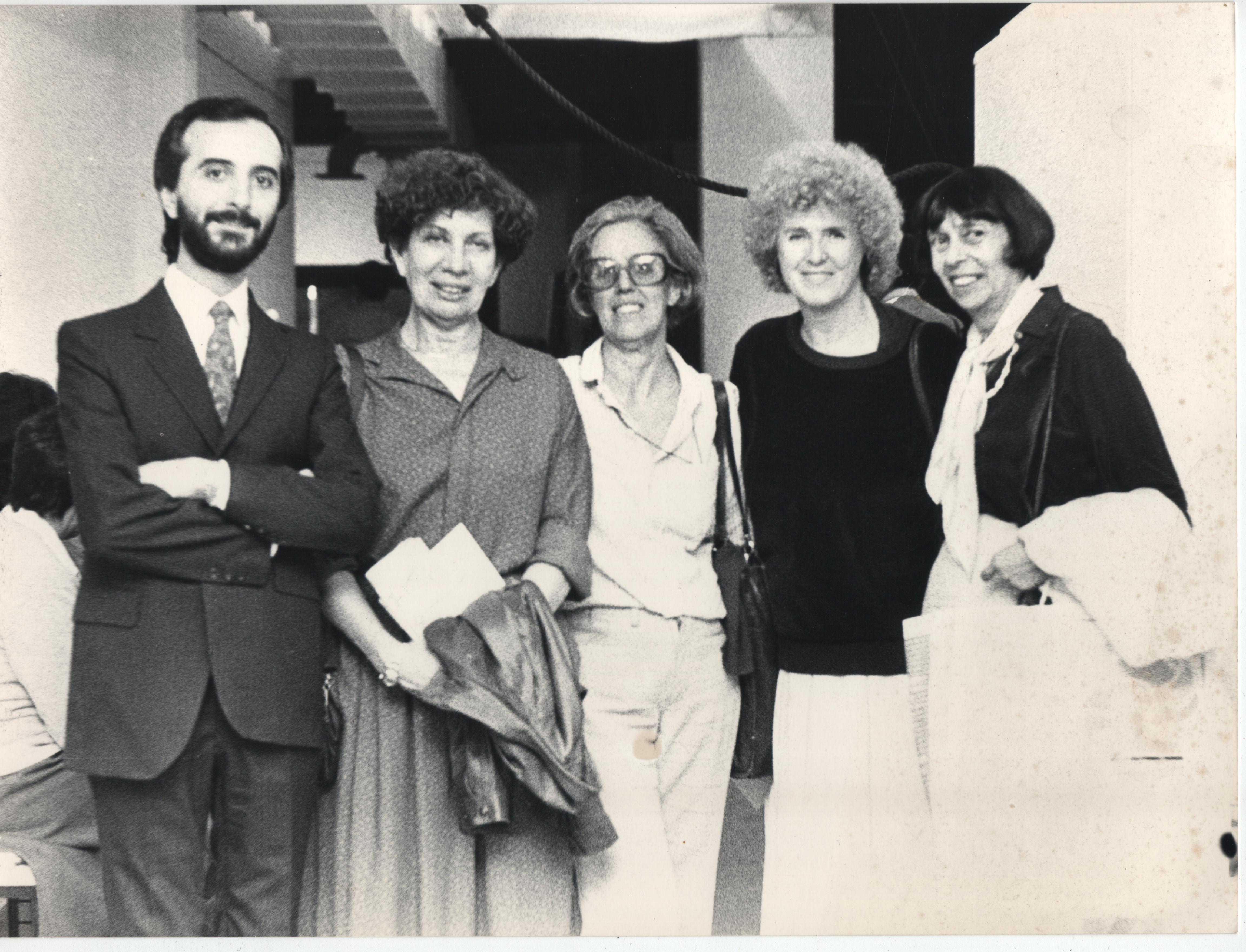
Hilda López, al centre, envoltada per Ricardo Casas, Katusha Sánchez, Linda Kohen i Eva Olivetti. Galeria Cinemateca, 1993

La presència a Montevideo de l'escultor espanyol Jorge Oteiza va tenir gran influència en el seu treball. Les seves teories sobre l'estètica del buit i l'informalisme de Romero Brest van impulsar a Hilda a assolir un univers plàstic propi. La seva sèrie Streets and inlets of Montevideo, exposada a Washington el 1961, va rebre una elogiosa crítica de Frank Getlein a The Sunday Star.
El 1964 va viatjar a Portugal acompanyant una exposició d'artistes uruguaians, on va romandre un temps i va tenir una tempestuosa relació sentimental amb el pintor portuguès Henriques Tavares. A l'acabar la relació, va tornar a Montevideo.
El 1965 va integrar l'enviament uruguaià a la Biennal de São Paulo. La seva activitat social i política va ser intensa; va participar en l'ocupació del metro municipal en protesta per la designació de representants de la Sala Municipal d'Arts Plàstiques, i el 1972 va intervenir en la reconstrucció de la Seccional 20 del Partit Comunista al barri Paso Molino.
El 1973, clausurats pel govern de facto els cursos oficials de formació artística, va començar a fer classes. El seu taller, així com els de Guillermo Fernández, Nelson Ramos i Hugo Longa, van resistir en temps difícils i van ser determinants en la formació de la següent generació d'artistes uruguaians, aconseguint la continuïtat del procés artístic nacional durant el període dictatorial.
El 1986 va realitzar un mural en pedra i ciment en homenatge a les víctimes de la dictadura a la seu central de Partit Comunista de l'Uruguai.

## Obra
L'obra d'Hilda López es caracteritza pel seu gran domini de recursos tècnics utilitzats amb versatilitat en composicions expressionistes de denúncia i testimoni del seu temps.
Les sèries realitzades per l'artista, marquen el temps que vivia el seu país. Grafías (1963) mostra la seva destresa i temperament en tinta sobre paper. Retratos i Coral (1978), treballs en oli i carbonissa, retrats d'amics i col·legues, emblemàtics simbòlicament. Los Adioses (1978) mostra maletes abandonades que evoquen la malenconia del desarrelament provocat per l'exili. Pueblos (1981) denota el buit humà i Campo (1983) les penúries socials de l'interior de país. El problema principal es la pobreza (1988) arrodoneix una seqüència testimonial del dolorós període de la dictadura militar al seu país.
La sèrie realitzada el 1962 sobre llenços de gran format utilitzant tinta de planograf, s'empasta en expressiu gest la seva intenció creadora. Amb gran ofici en el dibuix, els seus treballs sobre paper, utilitzant tinta sobre paper amb plomí, canya d'arròs, pinzell o espàtula, va ser definida per la mateixa artista com «una entesa amb l'espai». El caràcter ambigu entre figuració i abstracció que registren les seves obres generen espais evocatius de malenconia, desarrelament i reflexió.
Referint-se a la seva empremta compositiva, deia: «aquesta història del meu enteniment amb l'espai, cosa que és profundament meu. L' «espai» era el que jo havia viscut al camp. ... Per a mi sempre és el problema espacial. Els espais nus, receptius, «bloquejats» si es vol (si no, l'espai no-viu), que acaben per obrir-se pas en una sortida que li proporciona moviment a l'estàtic resta».
Una de les seves obres més conegudes, Autorretrato con golilla roja, realitzada en 1978 i actualment part de les obres del Museu Nacional d'Arts Visuals (MNAV), es defineix en la seva expressiva composició per la taca vermella tallant de la gorgera, sobre el monocromatisme de la figura. El clima simbòlic de l'obra reflecteix la situació que vivia el seu país en aquest moment. En les sèries Los Adioses i Pueblos, la seva gestualitat informalista es transforma en subtilesa i suggeriment de línia, la seva obra transita la frontera entre figuració i abstracció, amb una paleta de colors asordinats, gairebé monocromàtica, que al·ludeix a l'opressió, la presó, el exili i la por a què estava sotmesa la societat uruguaiana en temps de dictadura.

## Exposicions
- 1959: XXIII Saló Nacional i XI Saló Municipal.
- 1960: Exposició individual en Galeria Zaffaroni.
- 1961: Premi Arcobaleno, Punta del Este.
- 1961: Institut Di Tella, Buenos Aires.
- 1961: Pan American Union, Chicago.
- 1962: Primera Biennal de Córdoba, Argentina.
- 1962: Algunos pintores abstractos, Centre d'Arts i Lletres.
- 1963: Grafías 63, Amics de l'Art, Montevideo.
- 1963: Exposició junt amb María Freire i Amalia Nieto en el Cercle de Belles Arts
- 1964: 7 artistas de Uruguay, Galeria Divulgação, Lisboa
- 1965: Bienal de São Pablo, Brasil.
- 1965: Galeria Sudarmericana, New York.
- 1966: Centro Uruguayo de Promoción Cultural, Galeria de la Ciutadella, Montevideo.
- 1967: Galería U, Montevideo.
- 1969: Urbanismo, Galeria Portón de San Pedro, Montevideo.
- 1976: Galeria Álcali, Montevideo.
- 1978: Retratos, Aliança Francesa, Montevideo.
- 1979: Los Adioses, Cinemateca Uruguaya.
- 1981: Pueblos, Galeria Llatina, Montevideo.
- 1983: Campo, Galeria Llatina, Montevideo.
- 1988: Retrospectiva en Càtedra Alicia Goyena, Montevideo.
- 1988: El problema principal es la pobreza, instal·lació en la Cinemateca Uruguaya.
- 1991: Rostros, Rastros, Restos, Galeria Llatina, Montevideo.

## Premis
Entre els premis que va rebre es destaquen:
- Premi adquisició XII Saló Municipal, Montevideo (1960).
- Premi adquisició XIII Saló Municipal, Montevideo (1961).
- Premi adquisició XIV Saló Municipal, Montevideo (1962).
- Premi adquisició XV Saló Municipal, Montevideo (1967).